# Grupos Dinamizadores
Os Grupos Dinamizadores foram organizações de base da sociedade que foram criadas em Moçambique pela FRELIMO ("Frente de Libertação de Moçambique", a organização que assumiu o poder político com a Independência) para reforçar o seu controle social e político e permitir a participação dos cidadãos.
Criados ainda durante o governo de transição após os Acordos de Lusaka, foram expandidos a todo o país depois da [[Independência de Moçambique|independência nacional em 25 de Junho de 1975.
Embora não fossem especificamente células da FRELIMO (, os Grupos Dinamizadores eram de facto guiados por orientações e por quadros daquela organização, como aliás, toda a sociedade.
Formaram-se dois tipos de Grupos Dinamizadores:
- Grupos Dinamizadores de Local de Trabalho, e
- Grupos Dinamizadores de Local de Residência

## Grupos Dinamizadores de Local de Trabalho
Os Grupos Dinamizadores de Local de Trabalho foram formados em todas as empresas, comerciais, industriais ou de serviços e nas repartições públicas, com o objectivo de estimular o aumento da produtividade - criticar os trabalhadores faltosos, assistir a direcção principalmente nas suas relações com os restantes trabalhadores, evitar os roubos - e, mais importante, orientar Sessões de Esclarecimento semanais (aos sábados). Nestas sessões eram analisados os problemas do local de trabalho e discutidas as novas leis e orientações que íam surgindo.
A partir de 1978, esses Grupos Dinamizadores foram substituídos por verdadeiras células da FRELIMO - nesse momento já transformado em Partido Político, de ideologia marxista-leninista. Mais ou menos pela mesma altura, foram igualmente criados os Grupos de Vigilância, que tinham a função de detectar e denunciar - ou tentar eliminar -  tentativas de sabotagem económica.
Já nos anos 80, surgiram os Comités Sindicais, que continuam até hoje, enquanto que as restantes estruturas praticamente deixaram de existir.

## Grupos Dinamizadores de Local de Residência
Os Grupos Dinamizadores de Local de Residência foram formados em todos os bairros das cidades, com o objectivo de organizar os moradores em várias tarefas colectivas, tais como a vigilância das ruas (nessa altura a polícia não estava ainda organizada), a limpeza ou promoção da higiene colectiva, a alfabetização de adultos e a organização de cooperativas de consumo, entre outras.
Os responsáveis dos Grupos Dinamizadores eram escolhidos pelos militantes mais activos e estabeleciam a ligação com a Sede do Partido em cada cidade. Os moradores escolhiam também Chefes de Quarteirão e Chefes de Dez Famílias que estabeleciam as escalas de serviço. Este sistema era bastante parecido com o que ainda hoje funciona em Cuba.
A certa altura, os Grupos Dinamizadores passaram a ter funções mais administrativas, tais como a emissão de Guias de Marcha para os cidadãos que quisessem deslocar-se para fora da cidade e, mais tarde, documentos equivalentes a Atestados de Residência, necessários para a adesão a uma Cooperativa, para conseguir o Bilhete de Identidade ou para o casamento ou outros actos públicos.
Estas funções continuaram a ser assumidas pelos Grupos Dinamizadores, mas a certa altura (anos 80) já como estruturas do Conselho Executivo da cidade (o governo da cidade) e os seus trabalhadores passaram a ser funcionários daquele órgão. Só com a instituição das autarquias, em 1997, é que estes Grupos Dinamizadores passaram a ser denominados Sedes dos Distritos Urbanos, agora já como órgãos dos Conselhos Municipais.
As funções de dinamização dos moradores para tarefas colectivas foram-se diluindo e praticamente desapareceram nos finais dos anos 80 com a liberalização da economia - as aulas passaram para escolas privadas (a alfabetização foi assumida pelo governo), a polícia organizou-se, as cooperativas passaram a ser verdadeiras empresas e os Conselhos Executivos passaram a assumir as funções de limpeza, inclusivamente contratando empresas privadas para esse fim.